# Jozef De Neve
Joseph Paulus Carolus (Jozef) De Neve (Schepdaal, 30 oktober 1909 - Vlezenbeek, 25 november 1990) was een Belgisch brouwer en politicus.

## Levensloop
In 1965 werd hij aangesteld als burgemeester van Schepdaal in opvolging van Victor Valkeniers. Zelf werd hij opgevolgd na de gemeenteraadsverkiezingen van 1970 door Jef Valkeniers.